# Urban Lendahl
Urban Lendahl, född den 4 juni 1957 i Stockholm, är en svensk genetiker.
Urban Lendahl studerade biologi vid Stockholms universitet och molekylärbiologi vid Uppsala universitet innan han 1983 påbörjade forskarutbildning i medicinsk cellbiologi Karolinska Institutet hos Lars Wieslander, där han disputerade 1987. 
Han var postdoc vid Massachusetts Institute of Technology 1987–1989, återvände därefter till Karolinska Institutet där han blev docent 1993. År 1996 fick han en särskild forskartjänst i medicinsk utvecklingsbiologi vid Medicinska Forskningsrådet och från 1997 är han professor i genetik vid Karolinska Institutet.
Urban Lendahls forskning behandlar stamcellers betydelse i centrala nervsystemet och receptorer som påverkar hur nervsystemet anläggs. 2007–2013 var han ledamot av Karolinska Institutets Nobelkommitté och ordförande för kommittén åren 2012. Han var därefter sekreterare för kommittén och för Nobelförsamlingen vid Karolinska institutet 2015, och efterträdde Göran Hansson på posten. 
Lendahl avgick från posten i februari 2016 i samband med att han skall granskas i utredningen om Karolinska Institutets agerande beträffande Paolo Macchiarini.